# Desa Tanjungsari (administrativ by i Indonesien, Jawa Barat, lat -6,62, long 107,48)
Desa Tanjungsari är en administrativ by i Indonesien.   Den ligger i provinsen Jawa Barat, i den västra delen av landet, 80 km sydost om huvudstaden Jakarta.